# Piano di ammortamento
In ragioneria ed in tecnica bancaria il piano di ammortamento è un programma di estinzione di debito o di abbassamento o estinzione del capitale di credito.
Impropriamente, ma solo colloquialmente, la locuzione si usa talvolta anche per la gestione degli ammortamenti dei beni dell'azienda, e consiste nella previsione pluriennale delle quote di ammortamento dei beni dell'azienda per ciascuno dei futuri esercizi (beni strumentali, immobili ed elementi immateriali), che sono previsti sin dalla registrazione contabile dell'acquisto.

## Redazione del piano
Può essere redatto sia dal creditore, come nel caso più noto delle banche erogatrici di mutui immobiliari o di finanziamenti personali, sia dal debitore in sede di studio di fattibilità di investimenti per i quali si richieda contribuzione, sovvenzionamento o altro genere di sostegno finanziario, tanto a enti privati quanto pubblici, sia in sede di richiesta di erogazione, che in eventuale rinegoziazione di rimborso. Il piano predisposto dall'aspirante debitore è naturalmente un importante indicatore della capacità gestionale nella valutazione preventiva della proposta di finanziamento.
Ove redatto a corredo di un'apertura di credito in conto corrente con garanzia ipotecaria, l'ordinaria movimentazione del conto corrente di corrispondenza da parte del debitore rende malagevole la redazione e soprattutto la tenuta di un piano di ammortamento.

## Contenuti del piano
Nel pagamento di un debito già maturato, nella restituzione di un prestito, e comunque nelle attività di mutuo e finanziamento in genere, il piano di ammortamento è un documento contenente dati assai simili nella sostanza, ma a seconda del tipo di contratto in forme a volte molto diverse, che indicano (se la condizione risulta dal contratto) in dettaglio i futuri pagamenti che il debitore effettuerà al creditore per onorare il debito corrente. Contiene per ciascun pagamento la corretta imputazione di ciascuna rata a quota capitale e quota interessi, il capitale residuo dopo ciascun pagamento, e le eventuali variazioni nel tempo (se previste) dei saggi e delle modalità di capitalizzazione.
Nel fido in genere non si ha previsione di un piano di ammortamento, ma può essere proposto dal debitore un piano di rientro in caso di grave sofferenza.
Nel leasing, sebbene si tratti formalmente di tipo di negozio giuridico diverso (locazione finanziaria e non prestito), il prospetto dei pagamenti ha essenzialmente la medesima funzione, tant'è che in un contratto a tasso variabile, una variazione dell'indice di riferimento produce un corrispettivo come adeguamento canoni. Da ottobre 2002 nei contratti di locazione finanziaria deve essere indicato il tasso leasing, definito come il tasso interno per cui attualizzando i flussi futuri viene eguagliato il flusso iniziale. In caso di riscatto anticipato del contratto di leasing, le rate residue e il prezzo di riscatto vengono solitamente attualizzate ad un tasso inferiore al tasso leasing. Altra caratteristica della locazione finanziaria, che la differenza dalla locazione operativa, è la presenza di un prezzo di riscatto del bene al termine della locazione.
In presenza di tassi variabili nel corso del prestito, ad esempio per tassi indicizzati (ancorati cioè a valori futuri di indici o valute, specie straniere), il documento vale ovviamente con precisione esclusivamente limitata ai soli periodi per i quali si abbia certezza di calcolo, in genere le rate iniziali, ma viene ugualmente disposto ed è in genere cura del creditore ed interesse del debitore seguirne le corrette rettificazioni in caso ciò si renda successivamente necessario.
Nel mutuo il piano di ammortamento si distingue comunque dalla cartella di mutuo, che riporta il debito residuo netto del prestito allo scadere di ogni mensilità e/o rata prevista nel contratto di finanziamento, e che ne è a tutti gli effetti documento distinto. Il piano di ammortamento infatti viene modificato solo nel momento in cui l'esatto importo del debito (o il numero delle rate, se si tratta di prestito a rata fissa e durata variabile) si modifica rispetto a quanto inizialmente previsto, per importo di rata e/o per numero di rate. La cartella invece si spicca ad ogni scadenza di pagamento e contiene dati relativi al momento della scadenza della rata (naturalmente possono, per reciproca comodità includervisi dati di maggior portata)

## Tipologie di ammortamento
Esistono diversi piani di ammortamento:
- Ammortamento a rate costanti (francese)
- Ammortamento con quote capitali costanti (italiano)

Il piano utilizzato nel sistema bancario italiano è quello alla francese, cioè a rate costanti.

Visualizzando il piano di ammortamento ci si accorge che: 
- la rata è sempre la stessa (sempre che il tasso non cambi);
- la quota interessi è pari al tasso di interesse del periodo per il debito residuo alla fine del periodo precedente;
- la quota capitale è la differenza tra rata e quota interessi.

Quindi il debito residuo diminuisce della quota capitale rimborsata. Così facendo al termine del piano il debito residuo arriva a zero. Successivamente, se il tasso varia, la rata cambierà in maniera proporzionale alla variazione del tasso per il debito residuo.
La formula per calcolare la rata (r) conoscendo il capitale o debito (C), il tasso periodico (i) e il numero di rate (n) è la seguente:
{\displaystyle r=\left(1+{\frac {1}{(1+i)^{n}-1}}\right)\cdot i\cdot C}
Se la rata è mensile, i, per alcuni è dato dal tasso annuale diviso 12.
In alcuni testi si ritrova formula di matematica finanziaria diversa, che tiene conto della corrispondenza tra interesse annuo e montante degli interessi.